# Чемпионат Европы по спортивной гимнастике 2010
Чемпионат Европы по спортивной гимнастике 2010 года (англ. 2010 European Artistic Gymnastics Championships) — 28-й чемпионат Европы по спортивной гимнастике, который состоялся с 21 апреля по 2 мая 2010 года в Бирмингеме. Даты проведения мужских соревнований — 21—25 апреля, женских — 28 апреля—2 мая.
В мужских соревнованиях наибольшее количество завоевала Германия (6 медалей, из них 2 золотые, одна серебряная и 3 бронзовые). В женских соревнованиях первенствовала сборная России, которая также завоевала 6 медалей (2 золотые, 3 серебряные и одна бронзовая). На первенстве среди юношей больше всего медалей завоевала Великобритания (7 медалей, из них 4 золотые), а среди девушек первое место также досталось сборной России (10 медалей, из них 6 золотых). Мужская сборная России на чемпионате представлена не была.

## Медалисты

### Женщины

#### Многоборье среди юниорок
| Место | Участница         | Баллы  |
| ----- | ----------------- | ------ |
|       | Виктория Комова   | 58.375 |
|       | Анастасия Гришина | 56.950 |
|       | Лариса Йордаке    | 55.675 |

#### Командное многоборье
| Место | Состав                                                                                              | Баллы   |
| ----- | --------------------------------------------------------------------------------------------------- | ------- |
|       | Россия · Алия Мустафина · Татьяна Набиева · Екатерина Курбатова · Анна Мыздрикова · Ксения Семёнова | 169.700 |
|       | Великобритания · Элизабет Твиддл · Ребекка Дауни · Николь Хибберт · Ниам Риппин · Джоселин Хант ·   | 168.275 |
|       | Румыния · Ана Порграс · Елена Рака · Диана Келару · Ралука Хайду ·                                  | 164.975 |

#### Индивидуальные соревнования
| Соревнование        | Золото:             | Серебро:        | Бронза:           |
| Разновысокие брусья | Элизабет Твиддл     | Алия Мустафина  | Наталья Кононенко |
| Бревно              | Елена Рака          | Алия Мустафина  | Ралука Хайду      |
| Опорный прыжок      | Екатерина Курбатова | Юна Дюфурне     | Татьяна Набиева   |
| Вольные упражнения  | Элизабет Твиддл     | Анна Мыздрикова | Диана Келару      |

### Мужчины

#### Многоборье среди юниоров
| Место | Участник      | Баллы  |
| ----- | ------------- | ------ |
|       | Сэм Олдхэм    | 84.575 |
|       | Макс Уитлок   | 84.275 |
|       | Пабло Бреггер | 83.150 |

#### Командное первенство
| Место | Состав                                                                                            | Баллы   |
| ----- | ------------------------------------------------------------------------------------------------- | ------- |
|       | Германия · Филипп Бой · Маттиас Фариг · Фабиан Хамбюхен · Марсель Нгуен · Евгений Спиридонов      | 266.150 |
|       | Великобритания · Дэниэль Китингс · Луис Смит · Сэмюэль Хантер · Дэниел Пёрвис · Кристиан Томас    | 263.025 |
|       | Франция · Амильтон Сабо · Сириль Томмазон · Самир Аит Саид · Янник Райепин Мутуссами · Янн Кюшера | 260.100 |

#### Индивидуальные соревнования
| Соревнование        | Золото:         | Серебро:            | Бронза:                          |
| Перекладина         | Власиос Марас   | Эпке Зондерланд     | Филипп Бой / Фабиан Хамбюхен     |
| Конь                | Дэниэль Китингс | Луис Смит           | Сасо Бертончель                  |
| Кольца              | Маттео Моранди  | Самир Аит Саид      | Йордан Йовчев                    |
| Параллельные брусья | Янн Кюшера      | Василейос Цолакидис | Адам Кержковский / Амильтон Сабо |
| Опорный прыжок      | Томи Тууха      | Маттиас Фариг       | Флавиус Кочи                     |
| Вольные упражнения  | Маттиас Фариг   | Элефтериос Космидис | Дэниэль Парвис / Марсель Нгуен   |